# Ómicron1 Cygni
Ómicron1 Cygni (ο1 Cyg / 31 Cygni / V695 Cygni) es una estrella variable en la constelación del Cisne de magnitud aparente media +3,79. Comparte la denominación de Bayer «Ómicron» con ο2 Cygni, si bien no existe relación física entre las dos estrellas. Ómicron1 Cygni se encuentra probablemente a unos 600 años luz de distancia del sistema solar.
Al igual que Almaaz (ε Aurigae), Ómicron1 Cygni es una binaria eclipsante amplia, compuesta por una gigante luminosa naranja de tipo espectral K2II y una estrella azul de la secuencia principal de tipo B3V. Las dos estrellas están separadas unas 11 UA. Cada 10,36 años la estrella gigante eclipsa parcialmente a su compañera, produciendo una disminución de brillo de una décima de magnitud; la duración del eclipse es de 63 días. El paso de la estrella azul por delante de la gigante naranja no es apreciable.
La temperatura superficial de la gigante naranja es de aproximadamente 3900 K. Su luminosidad es 1800 veces mayor que la luminosidad solar, siendo su radio entre 100 y 120 veces más grande que el radio solar, lo que equivale a poco más de 0,5 UA. La gigante luminosa tiene una masa entre 4 y 6 masas solares, mientras que la estrella azul tiene una masa entre 6 y 7 masas solares. Dado que las estrellas más masivas evolucionan antes y la gigante naranja está claramente más evolucionada que su compañera, su menor masa actual se debe a una severa pérdida de masa estelar a lo largo de su historia.